# Charlotte Walker
Pour les articles homonymes, voir Walker.
Charlotte Walker est une actrice américaine, née le 29 décembre 1876 à Galveston (Texas), morte le 23 mars 1958 à Kerrville (Texas).

## Biographie
Au théâtre, Charlotte Walker joue notamment à Broadway (New York), où elle débute fin 1900 dans la comédie musicale Miss Prinnt, aux côtés de Marie Dressler tenant le rôle-titre. Suivent vingt-neuf pièces jusqu'en 1934, dont The Warrens of Virginia de William C. de Mille (1907-1908, avec Mary Pickford — dans son premier rôle à Broadway — et Cecil B. DeMille), The Trail of the Lonesome Pine d'Eugene Walter (1912, avec Berton Churchill et William S. Hart), ou encore L'École de la médisance de Richard Brinsley Sheridan (1923, avec Ethel Barrymore et Walter Hampden).
Au cinéma, elle contribue à vingt-deux films muets sortis de 1915 à 1928, dont La Piste du pin solitaire de Cecil B. DeMille (adaptation de la pièce précitée The Trail of the Lonesome Pine, 1916, avec Thomas Meighan et Earle Foxe), Every Mother's Son de Raoul Walsh (1918, avec Percy Standing) et The Midnight Girl de Wilfred Noy (1925, avec Lila Lee et Béla Lugosi).
Après le passage au parlant, suivant dix autres films américains, depuis Paris Bound d'Edward H. Griffith (1929, avec Ann Harding et Fredric March) jusqu'à Scattergood Meets Broadway de Christy Cabanne (1941, avec Guy Kibbee et William Henry). Entretemps, citons Lightnin' d'Henry King (1930, avec Will Rogers et Louise Dresser) et Millie de John Francis Dillon (1931, avec Helen Twelvetrees et Lilyan Tashman).
Charlotte Walker est la mère de l'actrice Sara Haden (1899-1981).

## Théâtre à Broadway (intégrale)
(pièces, sauf mention contraire)

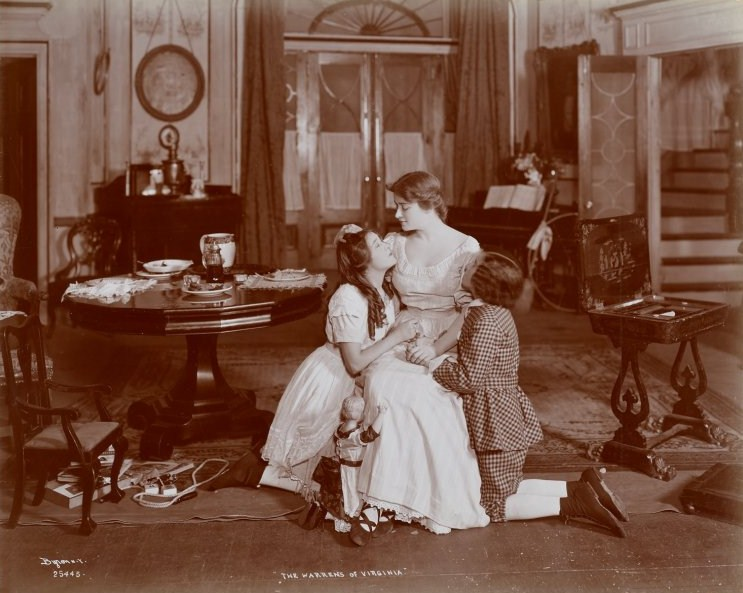
De g. à d. : Mary Pickford, Charlotte Walker et Richard Storey, dans The Warrens of Virginia (1907-1908)

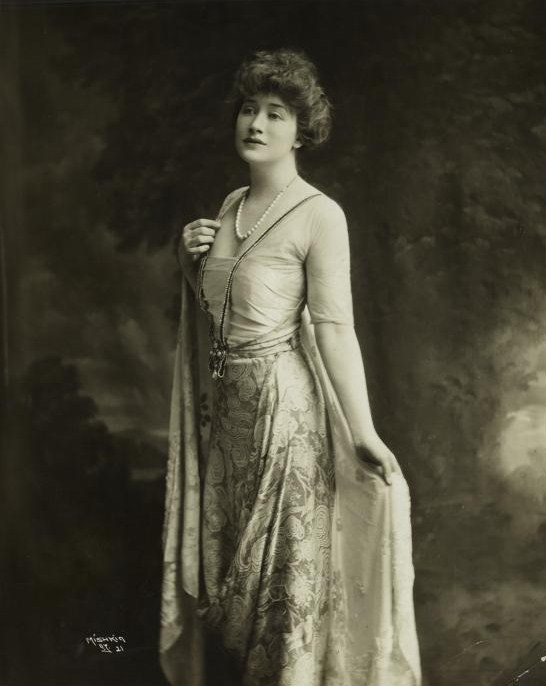
Dans Call the Doctor (1920, photo promotionnelle)

- 1900-1901 : Miss Prinnt, comédie musicale, musique et lyrics de John L. Golden, livret de George V. Hobart : Mabel Morningside
- 1901 : Don Caesar's Return de Victor Mapes
- 1901-1902 : A Gentleman of France d'Harriet Ford
- 1902 : The Crisis de Winston Churchill : Virginia Carvel
- 1903 : John Ermine of the Yellowstone de Louis Evan Shipman : Katherine Searles
- 1904 : The Crown Prince de George H. Broadhurst : la reine Cecilia
- 1904 : Jack's Little Surprise de Louis Eagan
- 1904-1905 : The Fortunes of the King de Mme Charles A. Doremus et Leonidas Westervelt
- 1905 : The Prodigal Son d'Hall Caine
- 1905-1906 : As Ye Sow de John M. Snyder : Dora Leland
- 1906 : The Triangle de Rupert Hughes : Mme Enslee
- 1906 : The Optimist de Sydney Rosenfeld
- 1906 : The Embarrassment of Riches de Louis K. Anspacher : Elizabeth Holt
- 1907 : On Parole de Louis Evan Shipman : Constance Pinckney
- 1907-1908 : The Warrens of Virginia de William C. de Mille, production de David Belasco : Agatha Warren
- 1910 : Just a Wife d'Eugene Walter : Mary Ashby
- 1912 : The Trail of the Lonesome Pine d'Eugene Walter, d'après le roman éponyme de John Fox Jr. : June Tolliver
- 1915 : The Two Virtues d'Alfred Sutrot
- 1918 : Nancy Lee d'Eugene Walter et H. Crownin Wilson
- 1920 : Call the Doctor de Jean Archibald, production et mise en scène de David Belasco : Catherine Mowbray
- 1921 : The Skylark de Thomas P. Robinson : Daisy
- 1921-1922 : Trilby, adaptation du roman éponyme de George du Maurier : Trilby O'Ferrall
- 1923 : L'École de la médisance (The School for Scandal) de Richard Brinsley Sheridan : Mme Candour
- 1924 : Comédienne (The Comedienne) de Paul Armont et Jacques Bousquet : Helen Blakemore
- 1925 : Two by Two de John Turner et Eugenie Woodward : Mme Cleves
- 1931 : The Roof de John Galsworthy : Evelyn Lennox
- 1932 : If Booth Had Missed d'Arthur Goodman : Mme Jefferson Davis
- 1932 : The Boy Friend de John Montague : Mme Pierman
- 1932-1933 : Gestern und heute (Girls in Uniform) de Christa Winsloe : la Grande Duchesse
- 1934 : A Sleeping Clergyman de James Bridie : Lady Todd Walker

## Filmographie partielle

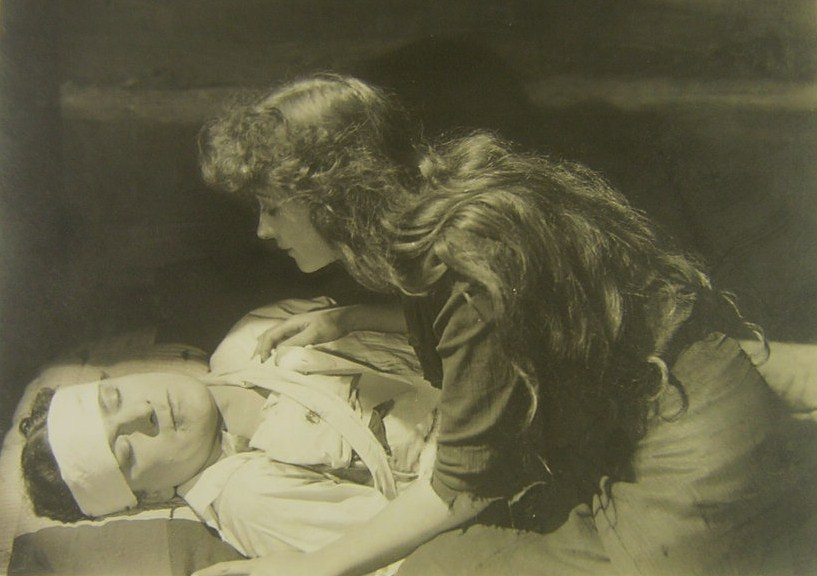
Avec Thomas Meighan, dans
La Piste du pin solitaire (1916)

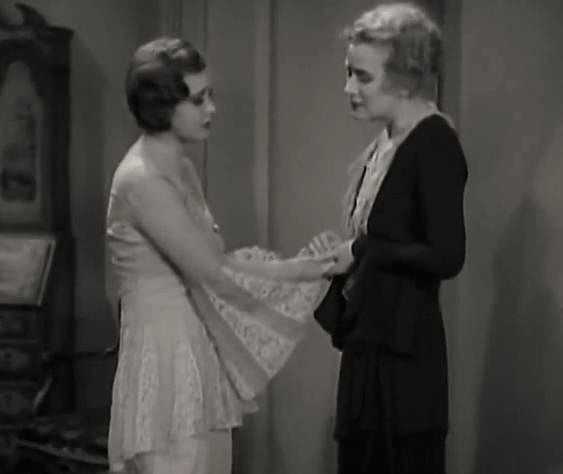
Avec Helen Twelvetrees (à g.), dans Millie (1931)

- 1915 : Kindling de Cecil B. DeMille : Maggie Schultz
- 1915 : Vers la lumière (Out of the Darkness) de George Melford : Helen Scott
- 1916 : La Piste du pin solitaire (The Trail of the Lonesome Pine) de Cecil B. DeMille : June Tolliver
- 1917 : Mary Lawson's Secret de John B. O'Brien : Mary Lawson
- 1918 : Every Mother's Son de Raoul Walsh : la mère
- 1924 : Classmates de John S. Robertson : Mme Stafford
- 1924 : L'Espoir qui renaît (The Sixth Commandment) de Christy Cabanne : Mme Calhoun
- 1924 : The Lone Wolf de Stanner E. V. Taylor : Clare Henshaw
- 1925 : Manucure (The Manicure Girl) de Frank Tuttle  : Mme Morgan
- 1925 : The Midnight Girl de Wilfred Noy : Mme Schuyler
- 1926 : The Great Deception d'Howard Higgin : Mme Mansfield
- 1926 : The Savage de Fred C. Newmeyer : Mme Atwater
- 1928 : Annapolis de Christy Cabanne : la tante
- 1929 : Paris Bound d'Edward H. Griffith : Helen White
- 1929 : South Sea Rose d'Allan Dwan : la mère supérieure
- 1930 : Three Faces East de Roy Del Ruth : Lady Catherine Chamberlain
- 1930 : Cœur et Cambriole (Double Cross Roads) de George E. Middleton et Alfred L. Werker : Mme Tilton
- 1930 : Scarlet Pages de Ray Enright : Mme Mason
- 1930 : Lightnin' d'Henry King : Mme Thatcher
- 1931 : Millie de John Francis Dillon : Mme Maitland
- 1931 : Salvation Nell de James Cruze : Maggie
- 1941 : Scattergood Meets Broadway de Christy Cabanne : Elly Drew